# Herbert Janssen
Peter Franz Herbert Janssen (* 23. September 1892 in Köln ; † 3. Juni 1965 in New York) war ein deutschamerikanischer Opernsänger (Bariton).

## Leben
Janssen stammte aus einer musikbegeisterten Familie und erhielt bereits in seiner Jugend Gesangsunterricht. Trotzdem studierte er zunächst Jura, wurde im Ersten Weltkrieg als Offizier einberufen. Nach Kriegsende wechselte Janssen in das Gesangsstudium, sogar gegen den Willen der Eltern. Nach erfolgreichem Abschluss des Studiums, 1922 erhielt er sein erstes Engagement an der Berliner Staatsoper, wo er in der Aufführung von Franz Schuberts Der Schatzgräber debütierte. Von kleinen Nebenrollen arbeitete sich Janssen stetig hoch. Schon in der Saison 1923/24 sang er erstmals den Wolfram in Richard Wagners Tannhäuser, die eine seiner wichtigsten Rollen wurde. Für mehr als anderthalb Jahrzehnte blieb Berlin sein Stammhaus.
Janssen trat 1925 erstmals bei den Wagner-Festspielen in der Zoppoter Waldoper auf. Zudem war er von 1926 bis zum Beginn des Zweiten Weltkriegs ständiger Gast am Royal Opera House Covent Garden in London. Hinzu kamen Gastspiele an der Wiener Staatsoper, den Opernhäusern in München, Paris, Dresden, Barcelona und Den Haag. Von 1930 bis 1937 sang er regelmäßig bei den Bayreuther Festspielen.
Zum 1. März 1937 trat Janssen der NSDAP bei (Mitgliedsnummer 3.912.155) und wurde zum Kammersänger ernannt. Als der Verdacht einer Homosexualität bekannt wurde, musste er aufgrund der NS-Ideologie Deutschland verlassen. Er ging für eine Saison nach Wien an die Oper. Mit dem Anschluss Österreichs an das Deutsche Reich, 1938 emigrierte er zunächst nach England, dann gastierte er kurzzeitig in Buenos Aires. 
Ab 1939 weilte Janssen in den USA. Im Januar 1939 debütierte er an der Metropolitan Opera in New York, wo er bis zum April 1952 in 208 Aufführungen auftrat. Neben seinen Wagner-Partien sang der den Don Ferrando in Fidelio (1941), Jochanaan in Salome (1949) und den Sprecher in der Zauberflöte. 1946 wurde Janssen US-amerikanischer Staatsbürger. Er blieb auch nach dem Krieg in New York und nahm 1962 seinen Abschied von der Opernbühne. Danach arbeitete er noch als gesuchter Musikpädagoge.
Im Mai 1938 heiratete er in London Erna Carstens (* 1895 Kiel).

## Repertoire
Obwohl Herbert Janssen ursprünglich ein sehr großes und vielfältiges Repertoire gesungen hatte, das von Mozart (Graf in Le nozze di Figaro) über Lortzing (Zar Peter in Zar und Zimmermann), sehr viel Verdi (Conte di Luna im Troubadour, eine seiner Lieblingsrollen, Renato im Maskenball, Jago im Otello etc.) bis Bizet (Escamillo in Carmen) reichte, war er in den späteren Jahren seiner Karriere, besonders in New York, vor allem auf Wagner-Rollen festgelegt, was er selbst bedauerte. Zu seiner Zeit galt der Sänger als bedeutendster Darsteller der lyrischeren Baritonrollen des Komponisten, vor allem des Kurwenal in Tristan und Isolde, Amfortas in Parsifal und eben des Wolfram im Tannhäuser. Nicht nur der bekannte Kritiker Jürgen Kesting ist der Auffassung, dass Janssen in dieser Rolle bis heute (auf Platte) unerreicht ist.
Weitere Rollen nahm Janssen als Kothner, Donner und Heerrufer in weiteren Wagner-Opern wahr.
Daneben war Janssen ein bedeutender Lied-Sänger zu einer Zeit, als diese Kunstform noch weit weniger angesehen war als heute. Janssens Stimme hatte einen reichen, weichen, samtigen Klang und eine italienische Färbung bei großer Expressivität.